# Winston Parks
Winston Antonio Parks Tifet (Puerto Limón, 12 de outubro de 1981) é um ex-futebolista costarriquenho que atuava como atacante.

## Carreira em clubes
Estreou profissionalmente em 1999, aos 17 anos, no Limonense, marcando seu primeiro gol em novembro do mesmo ano. Pelo time de sua cidade natal, marcou 12 gols em 49 partidas.
Suas performances fizeram com que a Udinese investisse 2,1 milhões de dólares para contratar Parks em 2001. Com a camisa dos Friulani, o atacante foi atrapalhado por lesões e não entrou em campo nenhuma vez. Ppara ganhar experiência, foi emprestado ao Ascoli, onde jogou 3 partidas.
Entre 2002 e 2005, Parks atuou no futebol da Rússia, jogando por Lokomotiv Moscou (53 partidas e 10 gols) e Saturn, por empréstimo (11 jogos e gols). Também teve razoável passagem pelo Slovan Liberec (Chéquia) entre 2006 e 2007, antes de voltar à Costa Rica em 2007 para defender o Alajuelense, marcando 9 gols em 28 jogos.
Em 2008, Parks assinou com o Politehnica Timişoara, estreando pelo novo time em partida contra o Argeș Pitești, atuando por um minuto. Marcou seu primeiro gol pela equipe romena contra o CS Otopeni, e depois da partida entre Politehnica Timişoara e Gloria Bistriţa, criticou o presidente dos Violetas, Marian Iancu, por tê-lo colocado na lista de transferências.
Jogou ainda no Azerbaijão, representando o Khazar Lankaran e o Baku FK, regressando novamente ao seu país em 2013, atuando por Uruguay de Coronado, Limón e  Santos de Guápiles, encerrando sua carreira em 2016.

## Seleção
Parks defendeu a Seleção Costarriquenha entre 2001 e 2011, jogando 30 partidas e marcando 6 gols.[carece de fontes?] Anteriormente, integrou as seleções Sub-17 e Sub-20 dos Ticos. Seu primeiro gol foi num amistoso contra o Japão, em abril de 2002, e no mesmo ano disputou a Copa do Mundo sediada em conjunto pela Coreia do Sul e pelo Japão. O único gol dele na competição foi contra a Turquia, que viria a ser terceira colocada; neste jogo, o atacante perdeu um gol feito após driblar o goleiro turco Rüştü Reçber e chutar para fora.
Apesar de ter disputado partidas válidas pelas Eliminatórias da Copa de 2006, Parks, que também atuou na Copa Ouro da CONCACAF de 2003, sofreu com lesões que inviabilizaram sua convocação para o Mundial, realizado na Alemanha. A última partida internacional do atacante pela Costa Rica foi um amistoso contra a Espanha, em novembro de 2011.

## Títulos
Lokomotiv Moscou
- Campeonato Russo: 1 (2004)
- Supercopa da Rússia: 1 (2005)

Khazar Lankaran
- Copa do Azerbaijão: 1 (2010–11)

Baku FK
- Copa do Azerbaijão: 1 (2011–12)